# Llista de llevadores de Palafrugell

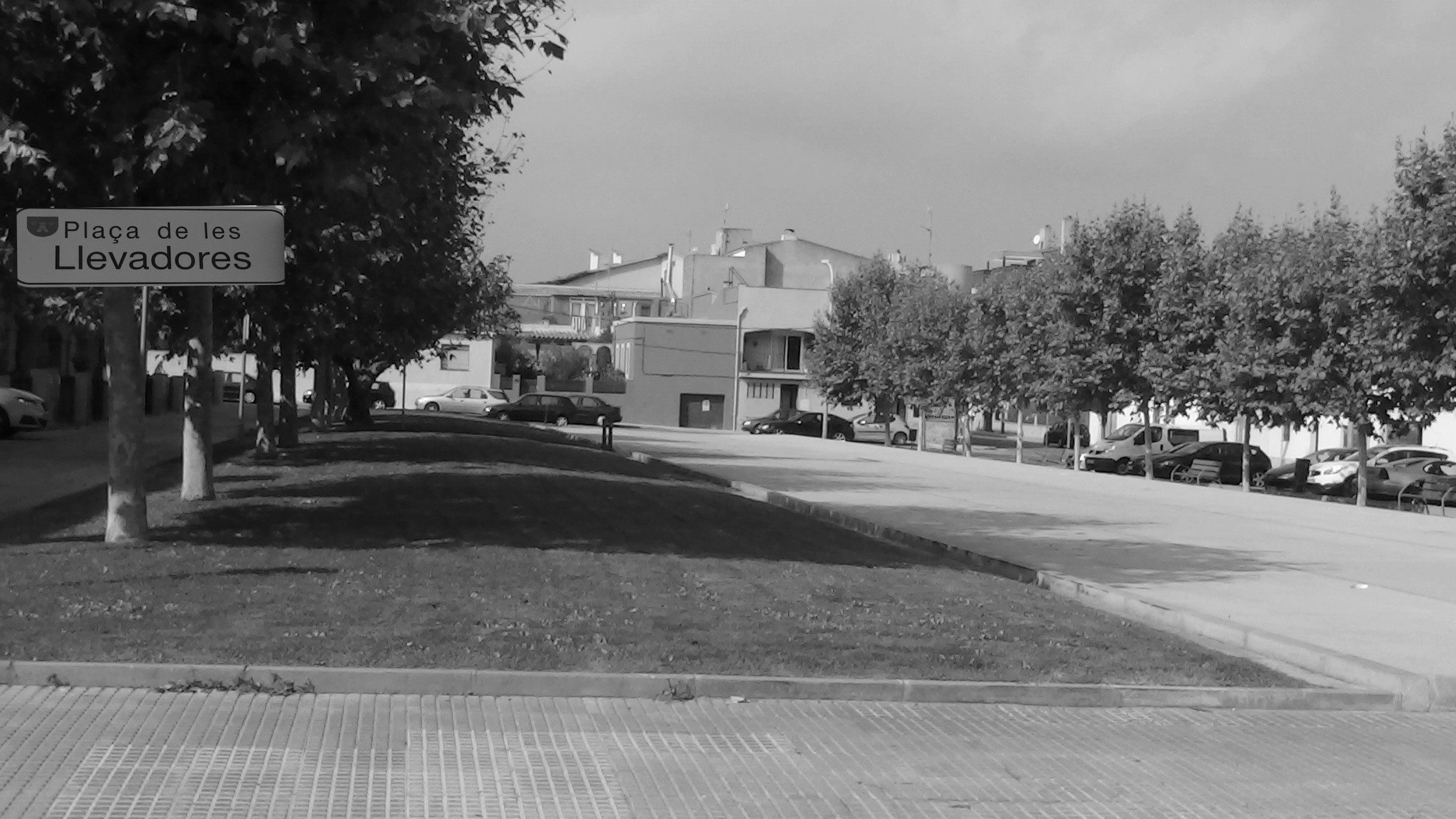
Vista general de la plaça de les Llevadores de Palafrugell

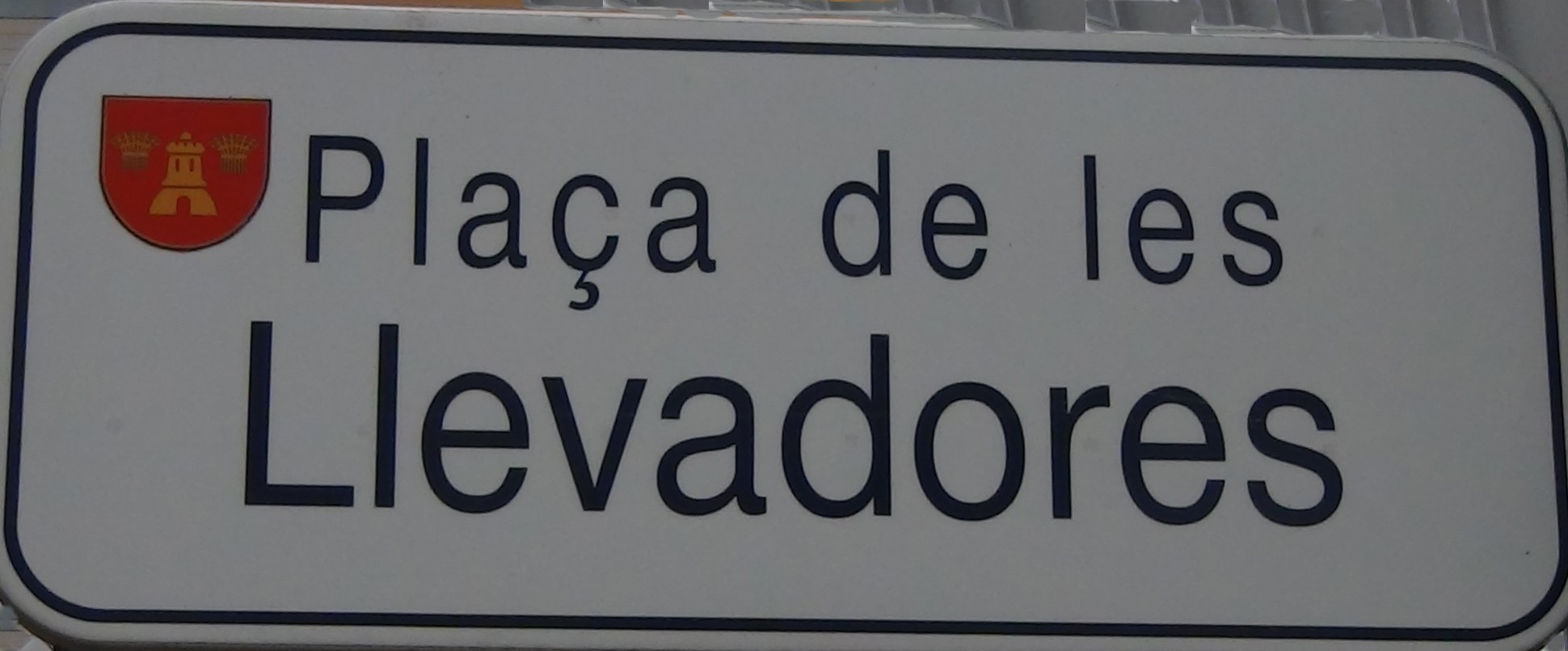
Placa de la plaça de les Llevadores

La llista de llevadores de Palafrugell recull el col·lectiu format per setze llevadores que havien ajudat a néixer a un gran nombre de palafrugellencs. En honor de totes elles, el dia 1 de setembre de l'any 2004 el municipi va posar el nom genèric de Llevadores a una plaça pública de la vila de Palafrugell (41° 55′ 19″ N, 3° 09′ 51″ E / 41.921912°N,3.1642°E). I també va posar el nom de Victòria Giralt, la primera llevadora documentada, a un carrer.

## Introducció
La professió de llevadora (o llevanera, a l'Empordà) és considerada una de les més antigues de la humanitat, es tenen referències de la seva activitat des de 3000 anys aC. Algunes llevadores del segle xv havien rebut algun tipus de formació teòrica, tot i que a les zones rurals era freqüent la presència de llevadores que havien après l'ofici al costat d'una altra llevanera coneixedora dels processos del part i posseïdora d'habilitats manuals a causa de la pràctica continua de llevar criatures. Sovint s'han vist formant nissagues familiars.
La carrera de llevadora, actualment mixta en gènere, és anomenada oficialment infermeria obstètrico-ginecològica i està regularitzada dins les especialitats dels estudis de Diplomat Universitari en Infermeria. La llevadora és una professional considerada essencial per la seva incidència dins un l'àmbit social tan important com és la maternitat i l'atenció integral durant el cicle vital de la dona i en totes les seves fases de salut reproductiva, climateri i sexualitat.
A partir de la dècada del 1980 la professió va adquirir una importància rellevant pel que fa a la prevenció i promoció de la salut més enllà de les activitats tradicionals d'atenció a la gestació, part i postpart. Està regulada amb un perfil competencial específic i harmonitzat amb tots els estats membres de la Unió Europea mitjançant les previsions contingudes en la secció 6 del Capítol III de la Directiva 2005/36/CE de 7 de setembre, del Parlament Europeu i del Consell, ordenada jurídicament pel Reial decret 1837/2008. La solidesa d'aquesta professió es posa de manifest mitjançant el reconeixement de l'Organització Mundial de la Salut (OMS) i per la Unió Europea.

## Llista de llevadores
| Nom                          | Naixement         | Mort                      | Comentaris | Foto                  |
| ---------------------------- | ----------------- | ------------------------- | --- | --------------------- |
| Victòria Giralt Feliu        | Palafrugell, 1833 | Palafrugell, 1903         | Victòria Giralt és la primera llevadora documentada de les disset que s'han pogut identificar a la vila. Es va casar amb el fotògraf palafrugellenc Joan Forgues Cruañes i varen tenir vuit fills. La seva besneta, Elena Gurgui, va cedir al Arxiu Municipal de Palafrugell dos llibres manuscrits fets pel metge Josep Martí Vintró que va titular "Elementos del arte de partear" i va dedicar a Victòria de la següent manera "Escritos expresamente i regalados en felicitación de su Santo en 1869", aquest any Palafruguell tenia 5.000 habitants amb la consegüent necessitat de disposar de possiblement més d'una llevadora. Per aquest motiu diverses d'elles tenien noies joves al seu costat amb l'objectiu d'aprendre al costat de llevadores o llevaneres —no passades pels estudis—, però que tenien una llarga experiència professional transmesa de generació en generació. | Carrer de Palafrugell |
| Maria Carme Bastons Figueres | Palafrugell, 1850 | La Bisbal d'Empordà, 1927 | Maria Carme Bastons va néixer a Palafrugell el dia 17 d'agost de l'any 1850. Casada amb Joan Frigolé Galceran, varen tenir tres fills. L'any 1875, quan tenia 25 anys, va voler estudiar per llevadora, motiu pel qual el seu marit va haver de signar-li un certificant conforme li donava el seu consentiment. També va haver de presentar un certificat de bona conducta signat pel batlle de la Bisbal d'Empordà. D'acord amb la Reial Ordre del 19 de maig de 1878, el rector de la Universitat de Barcelona, la declara qualificada per exercir la professió. Va rebre el sobrenom de Carme Hospitalera, perquè la seva mare política, la senyora Galceran, treballava al hospital de la Bisbal d'Empordà. Estava vinculada a altres professionals de l'obstetrícia, ja que era habitual que les llevadores formessin nissagues familiars. La seva filla, Laura Frigolé, no va estudiar per llevadora, però sí que l'ajudava durant l'assistència als parts. Va morir el dia 7 de gener del 1927 a la Bisbal d'Empordà. |                       |
| Maria Bastons Costeis        | Palafrugell, 1867 | Girona, 1946              | La Marieta, com era coneguda popularment, va néixer el dia 16 d'abril de l'any 1867. Es va casar amb Albí Forgas Giralt, fill de la llevadora Victòria Giralt. El matrimoni va tenir una filla. Possiblement es va formar al costat de Victòria Giralt i posteriorment es va examinar d'obstetrícia a la Facultat de Medicina de Barcelona. Amb data 14 de juny del 1895 la consideraven apta per exercir la professió. L'any 1907 va prendre possessió d'una plaça de llevadora municipal a Palafrugell —en aquells anys la vila tenia 8.000 habitants. Va morir el dia 1 d'octubre del 1946 a Girona. |                       |
| Assumpció Sàbat Pascual      | Palafrugell, 1870 |                           | Assumpció Sàbat va néixer a Palafrugell el dia 28 de gener del 1870. Amb només 18 anys es va casar amb Joan Godoy Arroyo. Després de casada, el marit li signà un certificat per poder estudiar i el secretari de l'Ajuntament de Girona, un certificat de bona conducte. Rep el títol expedit amb data 26 de juny del 1893. Una nota de premsa diu: «La Comissió municipal rep una instancia de Asunción Sabat, sol·licitant que sigui nomenada llevadora municipal». Es desconeix si li van oferir la plaça. Més endavant el diari diu: «La antiga y acreditada llevadora Asunción Sábat viuda de Godoy, fa saber que ha traslladat el seu domicili». Aquest fet sí que és indicatiu que disposava de consulta privada. No es disposa cap imatge d'ella. |                       |
| Isabel Forgas Giralt         | Palafrugell, 1874 | Palafrugell, 1951         | Isabel Forgas va néixer a Palafrugell l'any 1874. Era fila de la primera llevadora que es té documentada al municipi, Victòria Giralt, casada amb Joan Forgas. Va obtenir el títol pel Ministerio de Instrucción Pública y Bellas Artes el 18 de juliol del 1907. També era membre del Col·legi Oficial de Llevadores de Catalunya. Va prendre possessió del càrrec de llevadora municipal de Palafrugell el dia 21 de juny del 1907. Va escriure a la revista Surgere el següent: «[…] Pero antes dejen que me incline reverente ante la memoria de aquellas ínclitas damas hoy desaparecidas, con las cuales tuve la inmensa suerte de colaborar y cuyo recuerdo de bon¬dad, competencia y espíritu de sacrificio, es para mí imborrable. De ellas se destacan: Isabel Forgas, de Palafrugell. Alta, esbelta, erguida a pesar de sus muchos años cuando la conocí. Dinámica y nerviosa, correcta, respetuosa e inteligente, siempre atenta a los progresos de la Tocología, con un sano miedo a quedar anticuada y con un interés juvenil por su amada profe¬sión muy digno de ser imitado. Su vida constituye un magnífico ejemplo a seguir por sus colegas [...]». L'escriptor Josep Pla va néixer el dia 8 de marc de l'any 1897, gràcies als esforços de la seva mare, la senyora Casadevall i els treballs de la llevadora Isabel Forgas. Es té coneixement del fet, perquè és el mateix escriptor qui ho explica dient: «No havia tingut mai ocasió d'establir una conversa amb una llevadora —llevat, és clar, de la que m'ajudà a néixer, que es deia senyora Isabel, era molt bona persona i ara ja és morta». |                       |
| Remei Ribas Casadevall       | Regencós, 1883    | Palafrugell, 1980         | Remei Ribas va néixer el dia 8 d'abril de 1883. No era llevadora titulada, motiu pel qual s'ha anomenat llevanera, però era qui ajudava a Isabel Forgas a llevar algunes de les criatures que naixien a Palafrugell. Es va casar amb Joan Cortey Tauler i varen tenir quatre fills. Va morir el dia 1 de juliol, als 97 anys. |                       |
| Enriqueta Cofan Grabulós     | Medinyà, 1877     | Palafrugell, 1924         | Enrica, nom amb què era coneguda, va néixer a Medinyà el dia 6 d'agost de l'any 1977, es va casar amb Josep Nicolau Navarro i varen tenir set fills. Quan es va examinar de la revàlida de llevadora, l'any 1905, va obtenir la qualificació d'excel·lent i li van lliurar el títol el 23 de juny de l'any 1906. L'any 1908 pren possessió del la plaça de llevadora municipal. Va morir bastant jove, el dia 22 d'agost de l'any 1924. |                       |
| Reparada Bastons Forgas      | Palafrugell, 1883 | Palafrugell, 1914         | Reparada Bastons va néixer el dia 6 d'octubre de 1883 i formava part de la nissagues de llevadores (Giralt-Forgas). Va obtenir el títol de llevadora lliurat pel Ministeri d'Instrucció Pública i Belles Arts el dia 21 de juny del 1913. Va prendre possessió d'una plaça municipal de llevadora el dia 3 d'agost de l'any 1914. |                       |
| Maria Silvestre Neras        | Begur, 1893       | 1948                      | Maria Silvestre va néixer a Begur el dia 23 d'agost de l'any 1893. Es va casar amb Josep Planes Madrena i no varen tenir fills. Va estudiar a l'Escola Superior de Mestres, obtinguent sempre bones qualificacions. Va realitzar les pràctiques d'obstetrícia a l'Hospital Clínic de Barcelona. L'any 1920 exercia de llevadora privada a Begur, al carrer Vera, núm. 6. Begur en aquell temps tenia 1.880 habitants. A partir de l'any 1930 es troba inscrita com a llevadora municipal de Palafrugell. A partir de l'any 1939 no consta la seva activitat professional. Una cardiopatia molt prematura se la va emportar l'any 1948. |                       |
| Assumpció Trias Feliu        | Anglès, 1916      | Bescanó, 2010             | Assumpció Trias va néixer a Anglès el dia 30 de gener de l'any 1916 i els seus pares havien tingut vuit fills. Va fer el batxillerat amb l'objectiu de poder estudiar per a infermera i llevadora i el 19 de juny de l'any 1936 rebia la titulació. En coincidir amb els anys de guerra va haver d'anar al front d'Aragó a buscar ferits que després traslladaven als hospitals de sang, que eren convents o col·legis equipats per aquest fi. Va arribar a dormir al mateix camp de batalla entre morts i ferits. Es va casar amb Josep M. Requena i varen tenir dos fills. L'any 1944 va anar a fer de llevadora d'Assistència Pública Domiciliaria a Palafrugell amb motiu de la jubilació d'Isabel Forgas, coincidint en el moment que la natalitat era més alta. Era una persona religiosa que l'agradava la poesia i la recitava. Es trobava còmoda amb la política d'aquells moments. |                       |
| Carme Pareta Vilavedra       | Parlavà, 1924     | Barcelona, 1959           | Carme Pareta va néixer el dia 22 de febrer de 1924. Després d'estudiar batxillerat va fer els estudis de practicant i llevadora a la Facultat de Medicina de Barcelona i va obtenir la titulació l'any 1946. Es va traslladar a viure i a exercir de llevadora a Palafrugell, però de molt jove va tenir un problema a un genoll; la van operar però va tenir complicacions i no ho va poder superar. El metge tocòleg Joan Sabrià Aynié, amb motiu de la defunció prematura de Carme Pareta, va dir: "Desgraciadamente perdida en plena juventud. Cultísima como pueda serlo una chica, inteligente y estudiosa. Muy bien preparada para el ejercicio de su profesión; su colaboración era sinónimo de seguridad diagnóstica, eficacia en la ayuda, corrección en el trato, discreción en la actitud, distinción en la conversación. Su llamada era siempre una tranquilidad para el tocólogo, que sabía de antemano con qué problema iba a enfrentarse; difícilmente después de su diagnóstico podía haber sorpresas. La enfermedad que acabó por llevársela a la tumba impidió el ejercicio de la profesión en los últimos años de su vida, entre sufrimientos y esperanzas que no llegaron". Va morir el dia 28 d'octubre de 1959 a Barcelona, quan tenia només 35 anys. |                       |
| Maria Gràcia Pi Parals       | Regencós, 1927    | Palafrugell, 2009         | Maria Gràcia va néixer a Regencós el dia 10 de juliol del 1927. Casada amb Ricard Capellà varen tenir una filla. Ella mateixa explicava que quan tenia 17 anys va veure com la llevadora Isabel Forgas assistia un part i l'experiència va ser-li tant grata que des de llavors va voler ser llevadora. Va estudiar per practicant i llevadora al Hospital Clínic de Barcelona i va finalitzar l'any 1947. Va treballar amb consulta privada i també formant equip amb els ginecòlegs J. Sabrià, J. Muñoz i Ll. Maimí. Comenta que als parts que es feien a casa enterraven la placenta a l'hort, perquè tothom en tenia. |                       |
| Dolors Ponsatí Jovés         | Fonteta, 1928     | Palafrugell, 2006         | Dolors Ponsatí va néixer a Fonteta el dia 13 de setembre de 1928. Dolors Ponsatí va dir que havia sigut la seva tia llevadora Catalina Ponsatí qui li havia transmès l'entusiasme per la professió. Va estudiar per practicant i llevadora a l'Hospital Clínic de Barcelona i va finalitzar els estudis l'any 1949. Es traslladà per exercir a Palafrugell. Allà va conèixer Ricard Masgrau, amb qui es va casar i va tenir dos fills. La vila de Palafrugell li va retre un homenatge on hi van assistir diverses mares i alguns dels seus fills. Va morir a Palafrugell el 17 d'agost de l'any 2006. Després d'una votació popular va sortir el nom de Dolors Ponsatí perquè li fos posat el seu nom a una plaça pública. |                       |
| Maria Noguer Codony          | Mieres, 1933      |                           | Maria Noguer va néixer a Mieres el dia 18 de febrer de l'any 1933. Durant els seus primers anys va viure la guerra civil. Va estudiar a les Carmelites de Llagostera perquè la seva mare era llevadora i tenia una plaça de llevadora municipal d'aquesta vila. A diferència d'altres exemple, la seva mare no volia que de gran fes de llevadora, perquè considerava que era molt lligat. En canvi, li hagués agradat que fos mestre, però Maria Noguer es va sentir atreta per aquesta professió. Va estudiar a l'Hospital Clínic de Barcelona i va finalitzar la carrera l'any 1953. La primera vila on va treballar va ser a Cassà de la Selva durant set anys i després es va traslladar a Palafrugell, on hi ha exercit durant trenta vuit anys, fins a la seva jubilació l'any 1998. En l'època que el batlle de l'Ajuntament de Palafrugell era Joan Rutllant, Maria Noguer va exercir de regidora i es va ocupar de les àrees de treballs contractats que incloïen jardineria, cementiri, neteja i recollida d'escombreries durant els anys 1975 al 1979. Comenta que no podia deixar d'anar a al bateig dels nadons, cosa que considera que hagués sigut un lleig per la família. |                       |
| Francesca Llosent Ulio       | Palafrugell, 1873 | ?                         | Llosent va néixer el 21 de juliol de 1873 a Palafrugell, filla de Catalina i Marcial. A 19 anys es va casar amb Joan Vilanova Carbó. El 19 de juny de 1902 va obtenir la qualificació d'aprovat per la Facultat de Medicina de Barcelona i el 18 d'abril de 1907 va col·licitar el títol de matrona. |                       |
| Manuela Vivancos Pérez       | ?                 | ?                         | Vivancos va exercir de llevadora a Palafrugell, segons consta en la documentació del fons de l'Ajuntament de Palafrugell conservat a l'Arxiu Municipal. No consta l'expedient acadèmic a la Facultat de Medicina de Barcelona, cosa que pot indicar que estudiés en una altra província. |                       |